# Anton Faistauer
Anton Faistauer (* 14. Februar 1887 in Sankt Martin bei Lofer, (Salzburg); † 13. Februar 1930 in Wien) war ein österreichischer Maler.

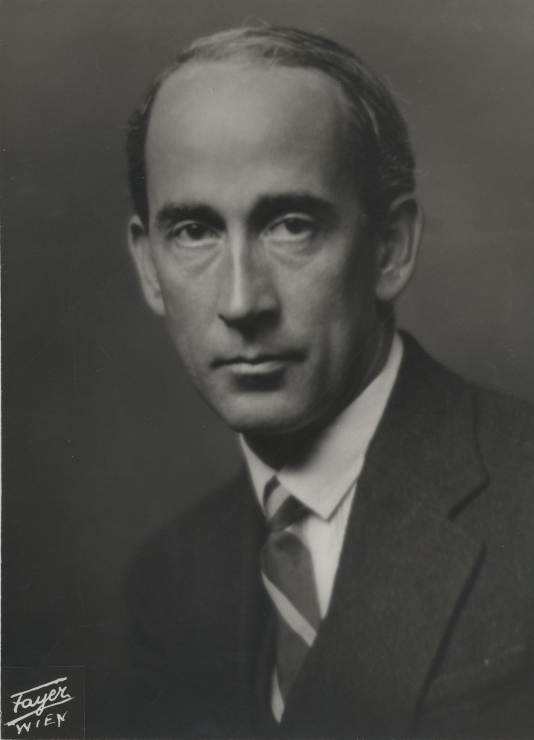
Aufnahme von Georg Fayer (1928)

## Leben

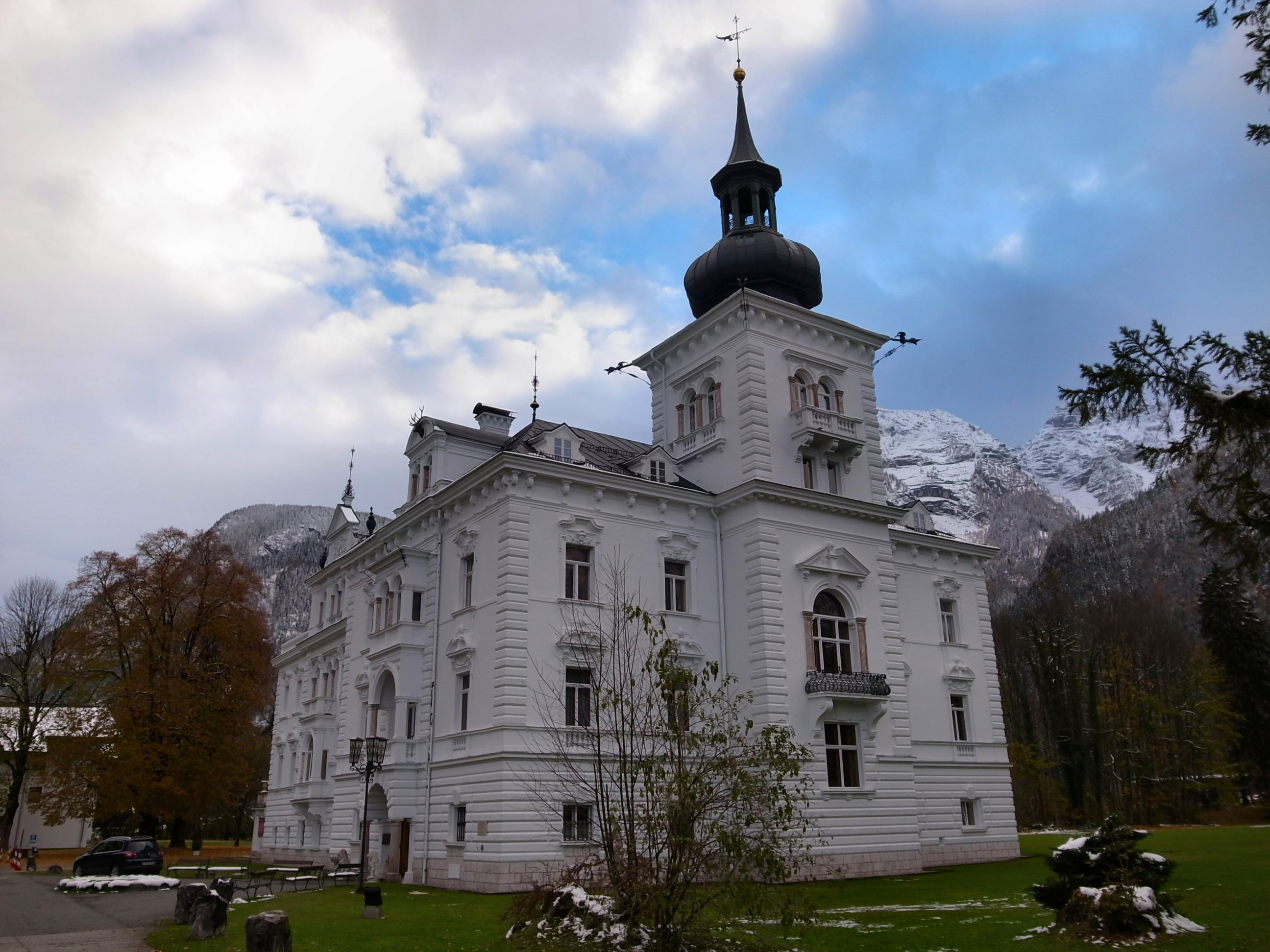
Geburtshaus in St.Martin b. Lofer

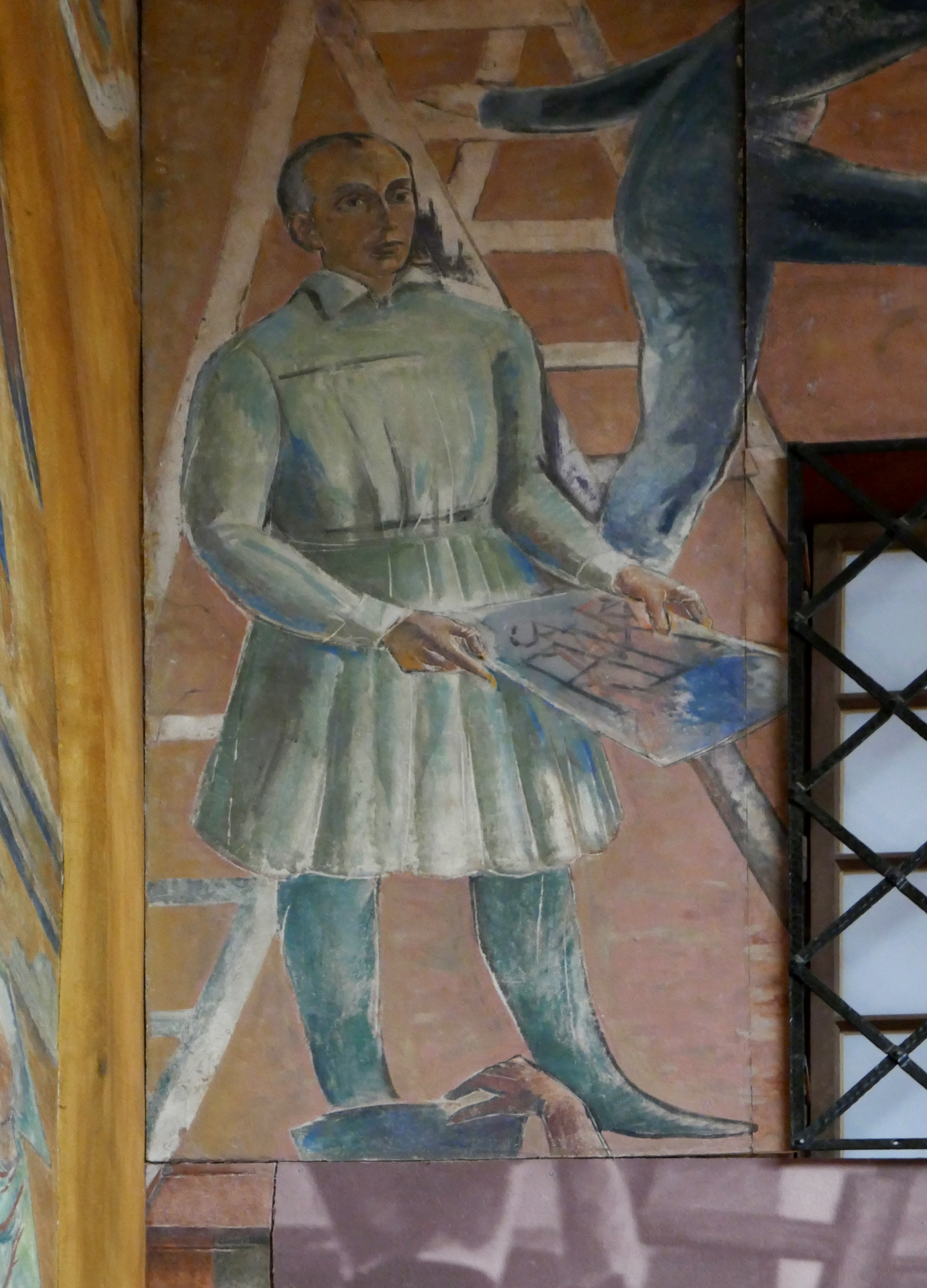
Selbstporträt im Faistauer-Foyer, Haus für Mozart (Salzburger Festspielhaus)

Anton Faistauer stammte aus einer Bauernfamilie und wollte ursprünglich Geistlicher werden. Er verbrachte einen großen Teil seiner Jugend in Maishofen. Während der Gymnasialzeit in Bozen wandte er sich der Malerei zu, besuchte von 1904 bis 1906 die private Malschule R. Scheffers in Wien und studierte 1906 bis 1909 an der Akademie der bildenden Künste Wien bei Alois Delug und Christian Griepenkerl. Er gründete mit Anton Kolig, Robin Christian Andersen, der später sein Schwager wurde, Franz Wiegele und Egon Schiele 1909 aus Protest gegen den konservativen Kunstbetrieb die Neukunstgruppe. Ende des Sommersemesters 1909 erfolgte sein Austritt aus der Akademie. In den Jahren zwischen 1909 und 1912 unternahm er Reisen ins Tessin, nach Oberitalien und nach Berlin.
1909 und 1910 stellte die Neukunstgruppe im Kunstsalon Pisko am Schwarzenbergplatz erstmals aus, weitere Ausstellungen folgten in Budapest, München, Wien (Hagenbund), Köln, Dresden und Rom.
Im Jahr 1913 heiratete Anton Faistauer Ida Andersen, die Schwester des Malers Robin Christian Andersen. Sie gebar den gemeinsamen Sohn Peter. Am 1. Oktober wurde die erste Kollektiv-Ausstellung in der Galerie Miethke in Wien eröffnet, die 33 Ölgemälde umfasste und sehr erfolgreich verlief. 1915 übersiedelte er kriegsbedingt nach Maishofen.
Während des Ersten Weltkrieges absolvierte Faistauer von 1916 bis 1918 Militärdienst, vorerst – wegen Untauglichkeit „ohne Waffe“ – im k.u.k.-Infanterieregiment Nr. 59, ab Juli 1917 im k.u.k.-Heeresmuseum „zur besonderen Verwendung“. Im Museum organisierte er gemeinsam mit Egon Schiele Kriegsbilderausstellungen und konnte sich künstlerisch wieder frei entfalten.
Nach Kriegsende war Faistauer in Salzburg (ab 1919), wo er zusammen mit Felix A. Harta und anderen die radikale Künstlervereinigung „Der Wassermann“ gründete. In der Nacht vor der Eröffnung der ersten großen Ausstellung dieser Künstlergruppe am 3. August 1919 starb seine erste Frau.
1921 schloss er eine zweite Ehe mit Emilie Ehrenberger, drei Jahre später wurde sein zweiter Sohn Thomas geboren. Er beteiligte sich an der Frühjahrs- und Herbstausstellung der Wiener Secession. 1924 und 1925 hielt er sich mehrmals in Bozen auf, um sein Magen- und Lungenleiden zu behandeln. 1925 beteiligte er sich an der Internationalen Kunstausstellung in Zürich gemeinsam mit Oskar Kokoschka. Nachdem die zweite Ehe gescheitert war, lebte er mit Adelgunde Krippel zusammen. Er erhielt den Auftrag, das Salzburger Festspielhaus mit Fresken auszumalen.
1927 erfolgte der Umzug nach Wien. Reisen nach Venedig, Neapel, Taormina, Palermo und Genua schlossen sich an; die auf dieser Reise entstandenen Veduten in einem „tragischen Ton“ verraten eine existenzielle Persönlichkeitskrise.
1930 erlitt er eine Magenblutung, die eine Operation erforderte. Am 13. Februar starb Anton Faistauer an den Folgen. Faistauer wurde auf dem Friedhof von Maishofen begraben. Das Grabmal wurde nach einem Entwurf von Clemens Holzmeister errichtet.

## Anerkennungen
1914 gewann Faistauer den 1. Preis im Reininghaus-Wettbewerb. 1926 wurde er zum Professor ernannt. 1987 veröffentlichte die österreichische Post eine Sonderbriefmarke zu Ehren Faistauers 100. Geburtstag. 2004 wurde das Anton Faistauer-Forum gegründet, das sich der Dokumentation, Interpretation und Präsentation von Faistauers Werk widmet. Von 11. Februar bis 22. Mai 2005 fand eine große Sonderausstellung im Salzburger Museum Carolino Augusteum statt. Nach Anton Faistauer wurde die Faistauergasse in Salzburg benannt, sowie die Faistauergasse in Wien-Hietzing (seit 1931) und der Anton-Faistauer-Preis.

## Werk

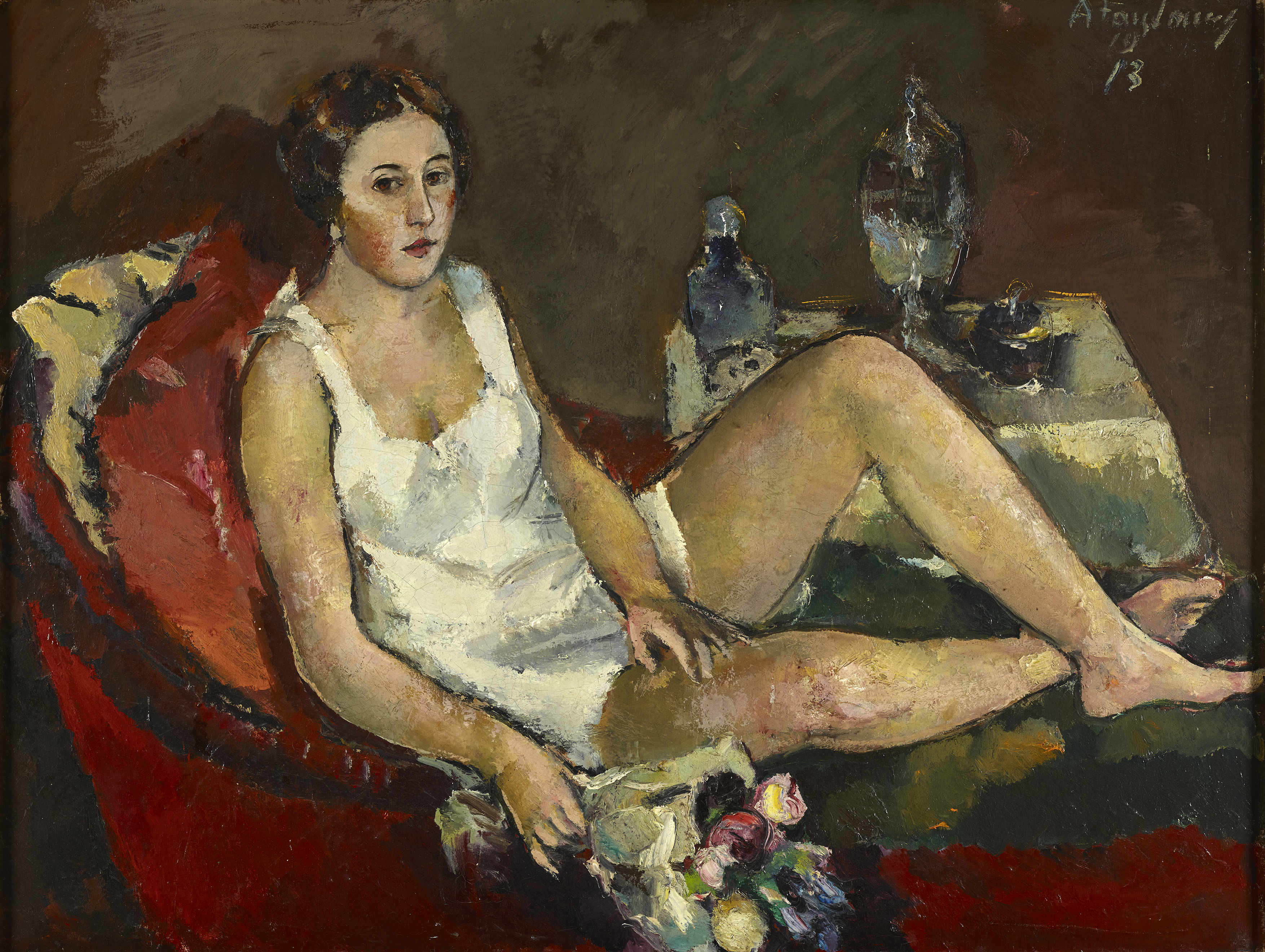
Junge Frau auf rotem Sofa, 1913, Österreichische Galerie Belvedere.

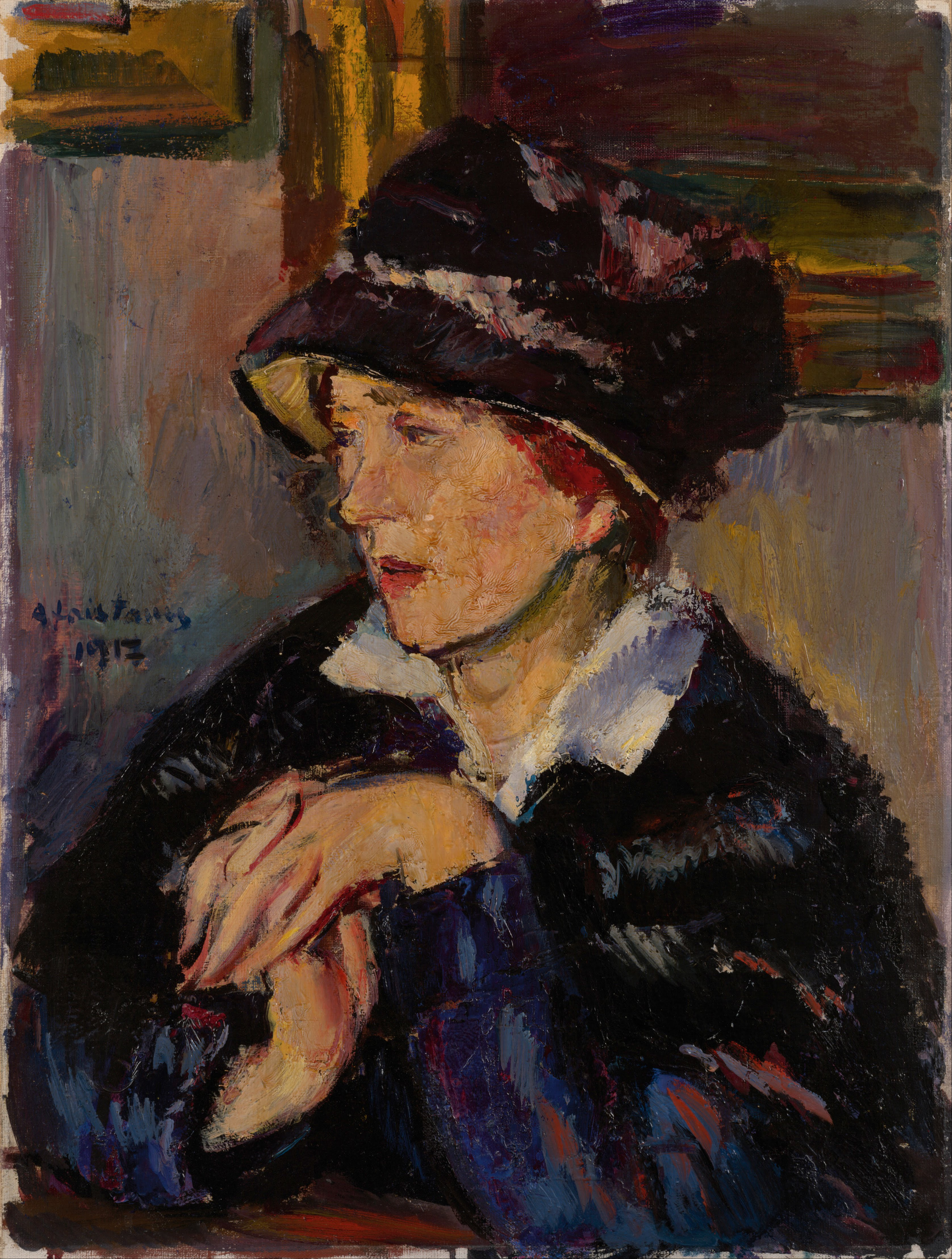
Porträt einer Dame mit dunklem Hut, 1917

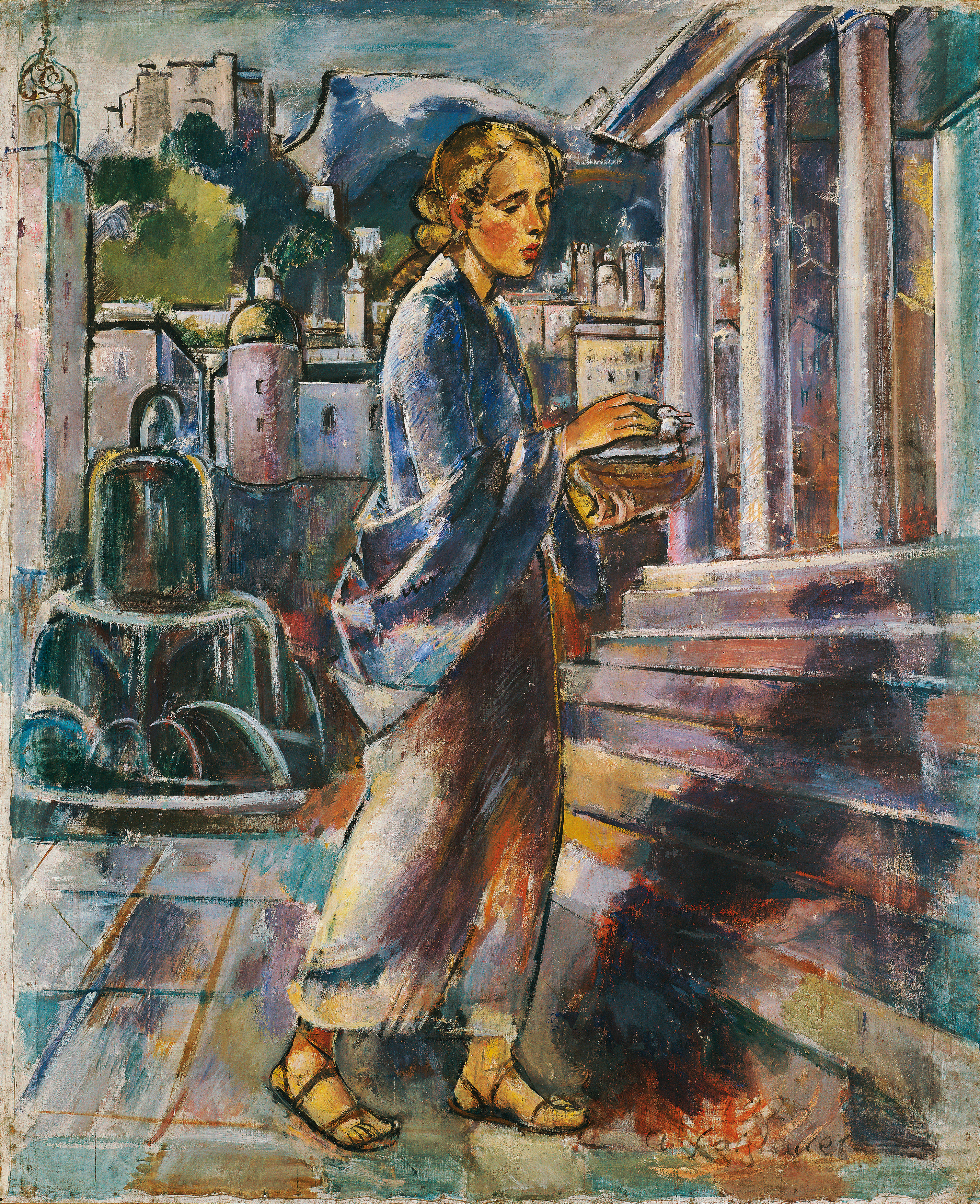
Tempelgang Mariens, 1923, Österreichische Galerie Belvedere.

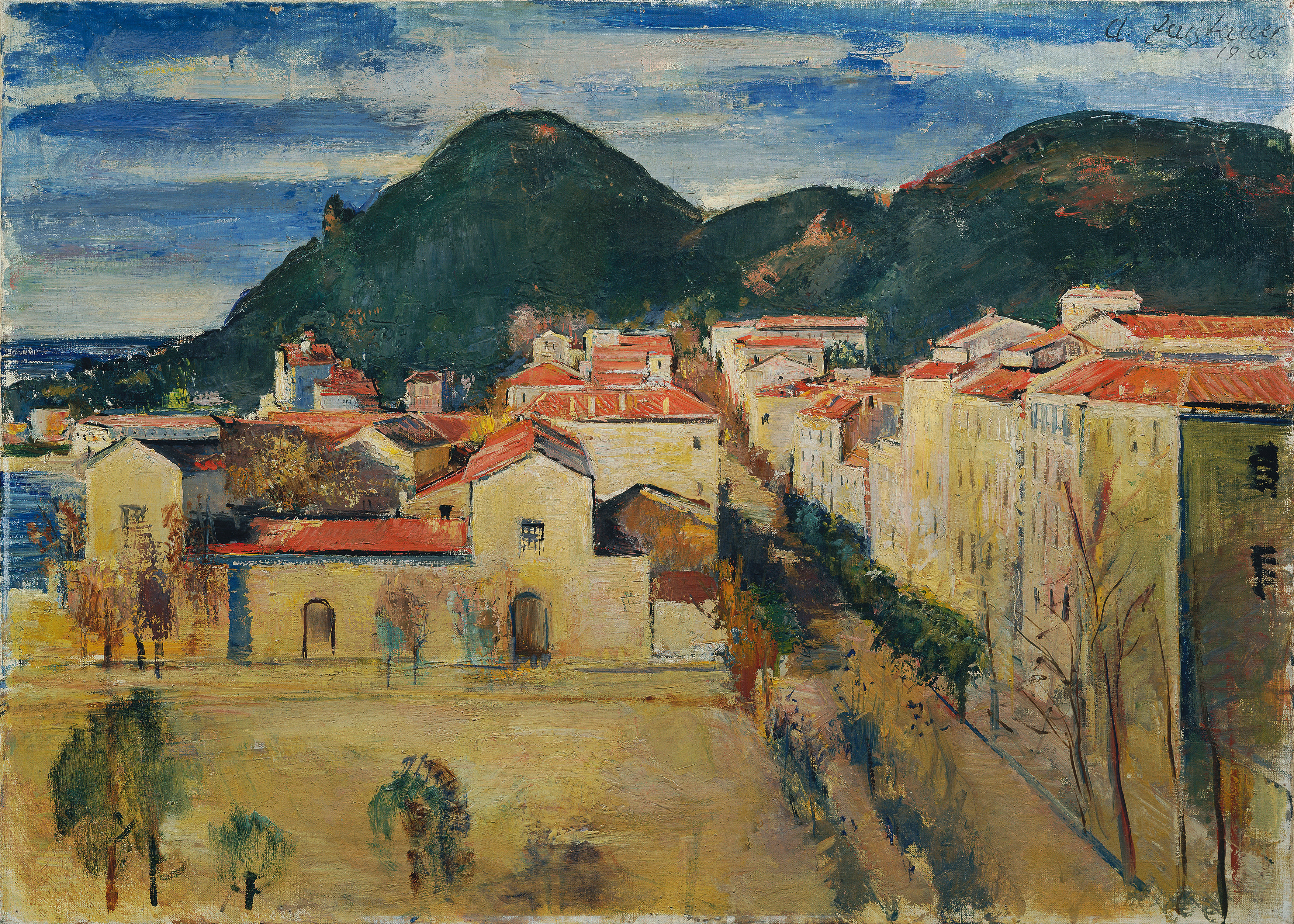
Ajaccio, 1926, Österreichische Galerie Belvedere.

Faistauer zählt zu den bedeutendsten Malern der österreichischen Moderne. Durch Ausstellungen in Deutschland (Anton Faistauer war auch Mitglied im Deutschen Künstlerbund) und Budapest wurde der junge Künstler vor dem Ersten Weltkrieg bekannt. Im Gegensatz zu den meisten seiner Kollegen versuchte er die traditionelle abendländische Malerei weiterzuentwickeln. In seinem 1923 veröffentlichten Buch Neue Malerei in Österreich setzte er sich programmatisch und zuweilen äußerst spitzzüngig mit dem Modernismus seiner Zeit auseinander. So vermerkte er zu Gustav Klimt und Egon Schiele: „Klimt zog das leichte, seichte Geldjudentum der Inneren Stadt an und er wurde sein Maler; auf Schiele lastete die Vorstadt mit den tragischen Gesichtern, mit dem Hunger, dem Hass und der Fratze“. Für Faistauer war vor allem die Malerei von Paul Cézanne von Bedeutung. In diesem Buch setzte er sich auch mit Franz Wiegele und Anton Kolig auseinander, den Hauptvertretern des „Nötscher Kreises“, mit denen er seit 1909 in Verbindung war und korrespondierte. Neben Landschaften, Stillleben und Porträts schuf Faistauer in den 1920er Jahren einige großformatige Freskomalereien, die heute als seine Hauptwerke gelten. Mit ihnen versuchte er, eine zeitgenössische Freskomalerei zu entwickeln und moderne mit traditionellen Elementen zu verschmelzen. In seinem Werk spiegelt sich auch Interesse an religiösen Themen.
Einige Bilder Faistauers galten den Nazis als „entartet“ und 1937 wurden in der Nazi-Aktion „Entartete Kunst“ fünf davon aus öffentlichen Sammlungen in Deutschland beschlagnahmt.
Die meisten Bilder Faistauers befinden sich im Salzburg Museum Carolino Augusteum und im Museum der Moderne Rupertinum in Salzburg, aber auch im Landesmuseum in Linz, im Niederösterreichischen Landesmuseum in St. Pölten sowie in Wien im Leopold Museum und der Österreichischen Galerie. Auch in seinem Geburtsort Maishofen befinden sich eine Reihe von wichtigen Werken speziell mit Bezug zum Ort.
Sein letztes Fresko und einziges auf Wiener Boden (Weidlingau) mit dem Titel Heimkehr Dianas von der Jagd an der Decke des Treppenhauses des szt. Ledererschlössels (erbaut 1711–1715 als Palais Huldenberg) aus dem Jahr 1929 erfuhr einen Transfer nach Salzburg: Vor Demolierung des Gebäudes im Jahr 1972 wurde es auf Initiative des Aktionskomitees „SOS für Wien“ gerettet und von Professor Josef Fastl abgenommen. 1976 wurde es im Zuge des Neubaus der Universität Mozarteum Salzburg von ihm an der Decke eines in den Neubau integrierten verbliebenen Saales des größtenteils abgebrochenen barocken Primogeniturpalastes – dem nunmehrigen „Faistauersaal“ – appliziert und restauriert.

## Werke

### 1937 als „entartet“ aus öffentlichen Sammlungen in Deutschland beschlagnahmte Bilder
- Mutter und Kind (Öl auf Leinwand, 182 × 63 cm, 1925; Bayerische Staatsgemäldesammlungen München. Vom Kunstsammler Emanuel Fohn erworben; als Schenkung von Sofie Fohn wieder in der Staatsgemäldesammlung.)[5]
- Bildnis einer jungen Frau (Öl auf Leinwand, 70 × 56 cm, 1919; Stadtmuseum Ulm; 1939 zur „Verwertung“ auf dem Kunstmarkt an den Kunsthändler Bernhard A. Böhmer. Erwerb durch Emanuel Fohn, zuletzt 1961 nachgewiesen auf einer Auktion. Verbleib unbekannt.)[6]
- Gardone di Sopra mit Blick gegen den Gardasee (Öl auf Leinwand, 60,5 × 67,7 cm, 1924; Stadtmuseum Ulm; 1939; Erwerb durch Emanuel Fohn; wieder im Stadtmuseum.)[7]
- Agnes (Aquarell; Städtische Kunstsammlung Gelsenkirchen. Verbleib unbekannt.)
- Sitzende (Druckgrafik; Städtische Kunstsammlung Gelsenkirchen. Zerstört.)

### Fresken
- in der Pfarrkirche Morzg in Salzburg, 1922
- Gnadenstuhl der Dreifaltigkeit und das Gnadenbild Maria Plain an der Fassade des Kollegs St. Benedikt in Salzburg, 1926
- im Salzburger Festspielhaus, 1926 (1938 entfernt, heute auf Leinwand rückübertragen). In 40 Tagen hatte Faistauer mit seinen Gehilfen das Foyer des Salzburger Festspielhauses ausgemalt, rund 350 Quadratmeter mit über 200 Figuren. Dies bedeutete den internationalen Durchbruch.
- Deckenfresko Heimkehr Dianas von der Jagd im Ledererschlössel vormals Palais Huldenberg in Weidlingau / Wien, 1929.

#### Galerie Fresken

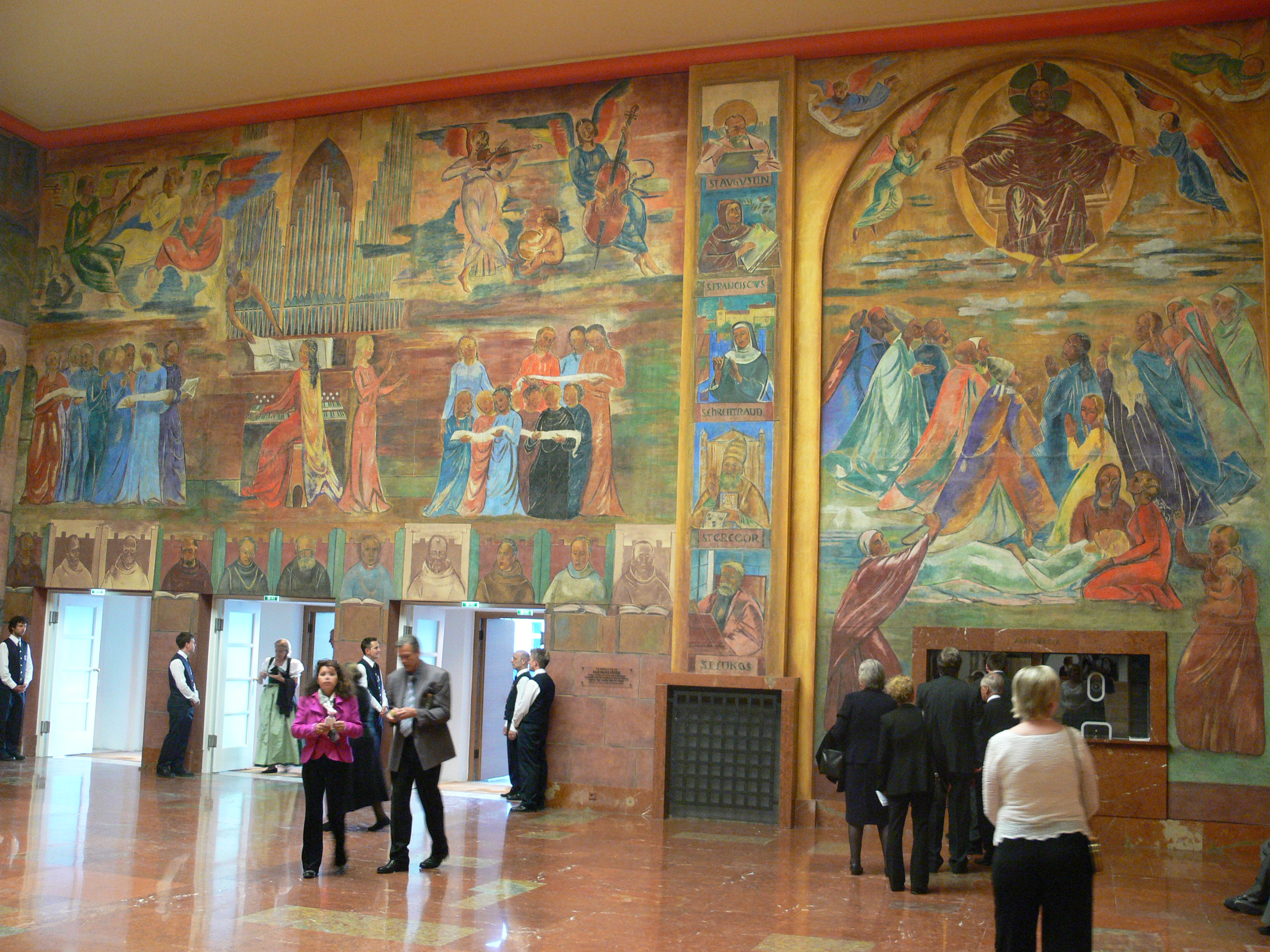
Faistauer-Foyer im Salzburger Festspielhauses.
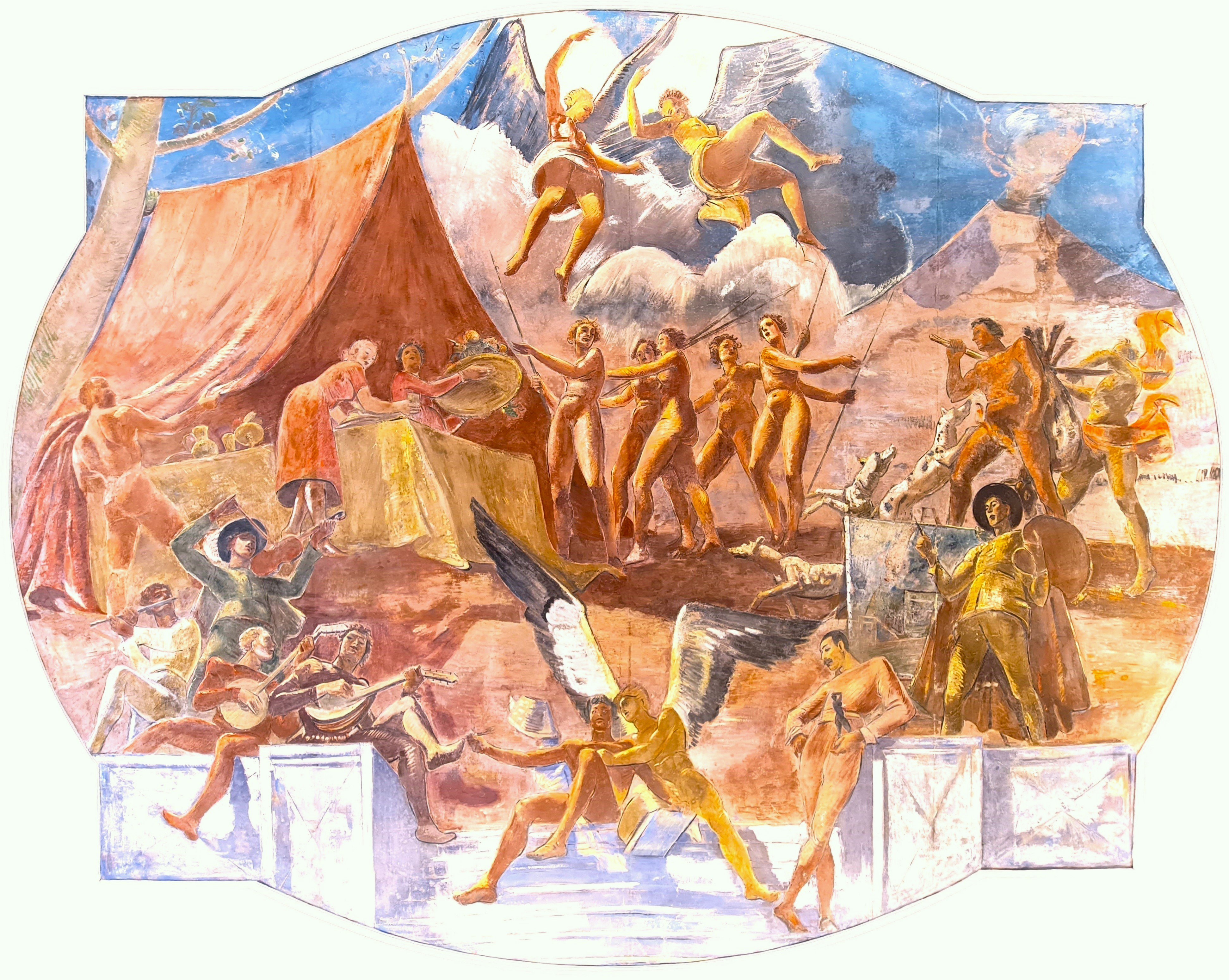
Deckenfresko Heimkehr Dianas von der Jagd, 1929, Ledererschlössel (wiederappliziert 1976 im Mozarteum).
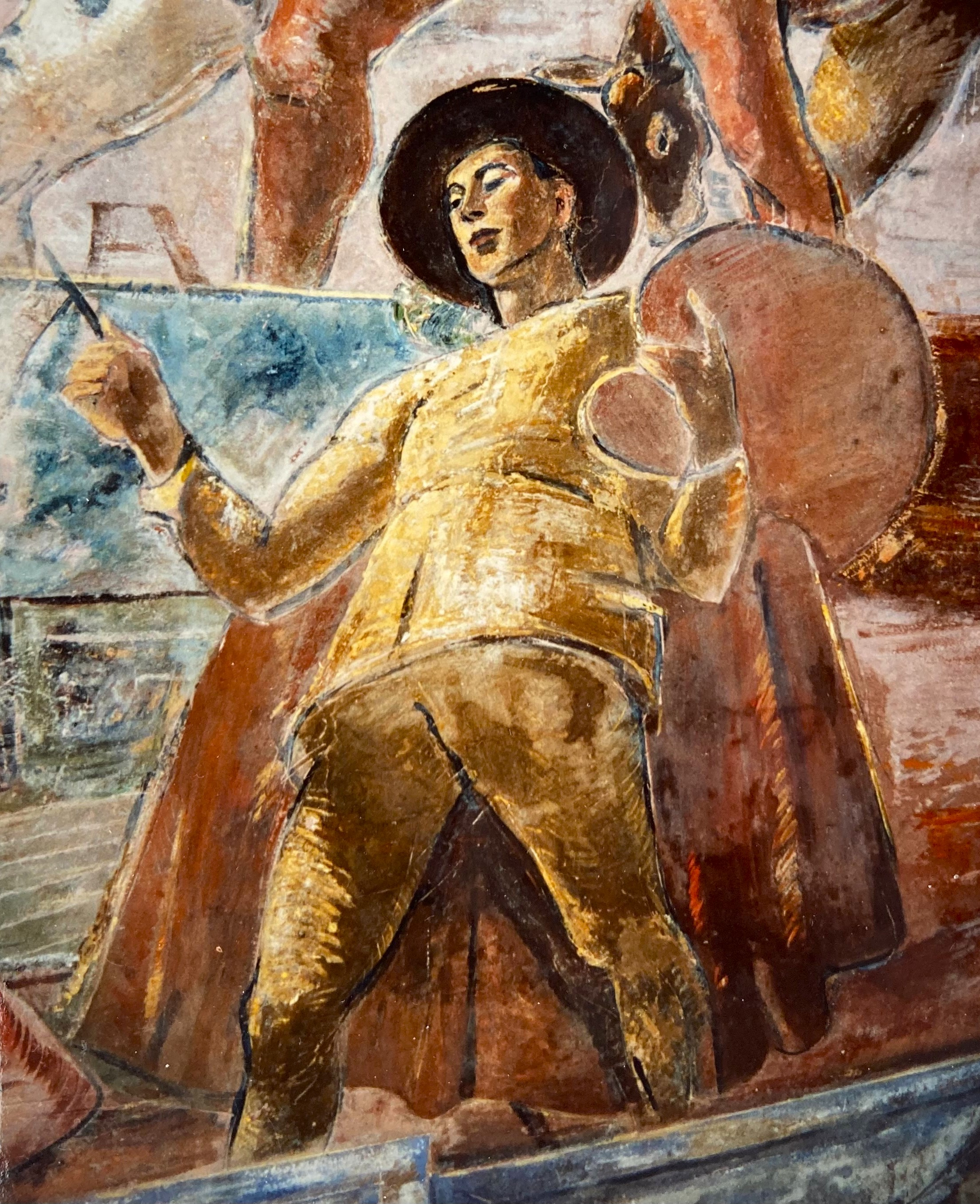
Heimkehr Dianas von der Jagd – Detail Der Maler (monogrammiert AF) im Fresko.
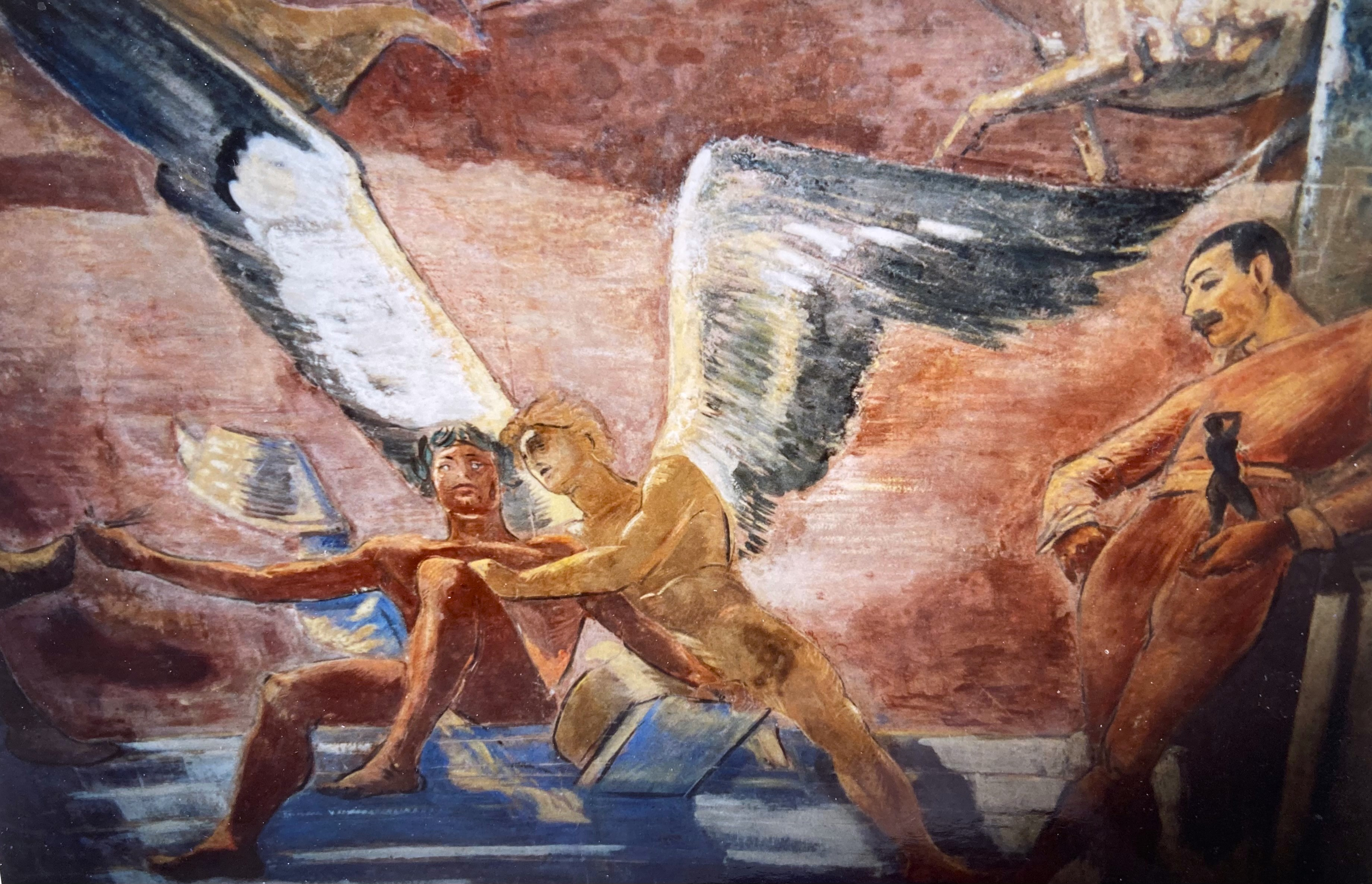
Heimkehr Dianas von der Jagd – Detail. Rechts lehnend: Hugo von Hofmannsthal.

### Ölgemälde
- Alte Mühle bei Maishofen (Wien, Leopold Museum, Inv. Nr. 370), 1911, Öl auf Leinwand, 41 × 46 cm
- Stillleben mit Früchten auf grünem Tuch (Wien, Österreichische Galerie Belvedere, Inv. Nr. 4391), 1911, Öl auf Leinwand, 70,4 × 85,5 cm.
- Anton Faistauer - Der Maler Georg Christian Andersen - 3396 - Österreichische Galerie Belvedere.jpg|Der Maler Georg Christian Andersen, 1911, Österreichische Galerie Belvedere.
- Anton Faistauer - Dame in weißer Bluse (Erste Gattin des Künstlers) - 3775 - Österreichische Galerie Belvedere.jpg|Dame in weißer Bluse (Erste Gattin des Künstlers), 1913, Österreichische Galerie Belvedere.
- Stilleben mit Kaffeetassen (Wien, Leopold Museum, Inv. Nr. 362), 1912, Öl auf Leinwand
- Meeresküste (Wien, Leopold Museum, Inv. Nr. 359), 1912, Öl auf Leinwand
- Rittersporn in Keramikkrug (Wien, Leopold Museum, Inv. Nr. 520), 1913, Öl auf Leinwand, 68 × 42 cm
- Zwei weibliche Akte (Privatbesitz), 1913, Öl auf Leinwand, 141,5 × 117 cm
- Sommerliche Landschaft (Linz, Schlossmuseum, Schenkung Kastner, Inv. Nr. Ka 27), Öl auf Leinwand, 67 × 79 cm
- Wachau-Landschaft (Wien, Leopold Museum, Inv. Nr. 364), 1913, Öl auf Leinwand
- Straße nach Dürnstein (Wien, Leopold Museum, Inv. Nr. 363), 1913, Öl auf Leinwand
- Blick auf Dürnstein (St. Pölten, Niederösterreichisches Landesmuseum, Inv. Nr. 3583), 1913, Öl auf Leinwand, 51,2 × 71,1 cm
- Frau auf rotem Sofa – Gattin des Künstlers (Wien, Österreichische Galerie Belvedere), 1913, Öl auf Leinwand, 96 × 125 cm
- Waldinneres (Wien, Leopold Museum, Inv. Nr. 361), 1914, Öl auf Leinwand
- Blumenstück mit Äpfeln (Wien, Leopold Museum, Inv. Nr. 360), 1914, Öl auf Leinwand
- Gedeckter Tisch (Wien, Leopold Museum, Inv. Nr. 111), 1916, Öl auf Leinwand, 65,5 × 92,7 cm
- Dame mit dunklem Hut (Wien, Leopold Museum, Inv. Nr. 112), 1917, Öl auf Leinwand, 66,2 × 50,2 cm
- Rosen in weißer Vase (Wien, Leopold Museum, Inv. Nr. 621), 1917, Öl auf Karton
- Damenbildnis (Linz, Schlossmuseum, Schenkung Kastner, Inv. Nr. Ka 26), Öl auf Holz, 54 × 43 cm
- Heiliger Martin – Studie (Wien, Leopold Museum, Inv. Nr. 356), 1918, Öl auf Leinwand
- Sohn Peter sitzend (Wien, Leopold Museum, Inv. Nr. 110), 1918, Öl auf Leinwand
- Reiter und Marschkolonne (Wien, Heeresgeschichtliches Museum), 1918, Öl auf Karton
- Bildnis Kathi Eder (Wien, Leopold Museum, Inv. Nr. 358), 1919, Öl auf Leinwand
- Gattin des Künstlers mit Weinglas (Wien, Leopold Museum, Inv. Nr. 1978), 1919, Öl auf Leinwand
- Heilige Margareta (Wien, Leopold Museum, Inv. Nr. 620), 1923, Öl auf Leinwand
- Kammersänger Richard Mayr als Ochs von Lerchenau im "Rosenkavalier" von R. Strauss (Salzburg, Rupertinum), 1927
- Dame mit Abendkleid – Gundl Krippel (Linz, Oberösterreichisches Landesmuseum, Inv. Nr. G 916), 1927, Öl auf Leinwand, 207 × 89 cm

#### Galerie Ölgemälde

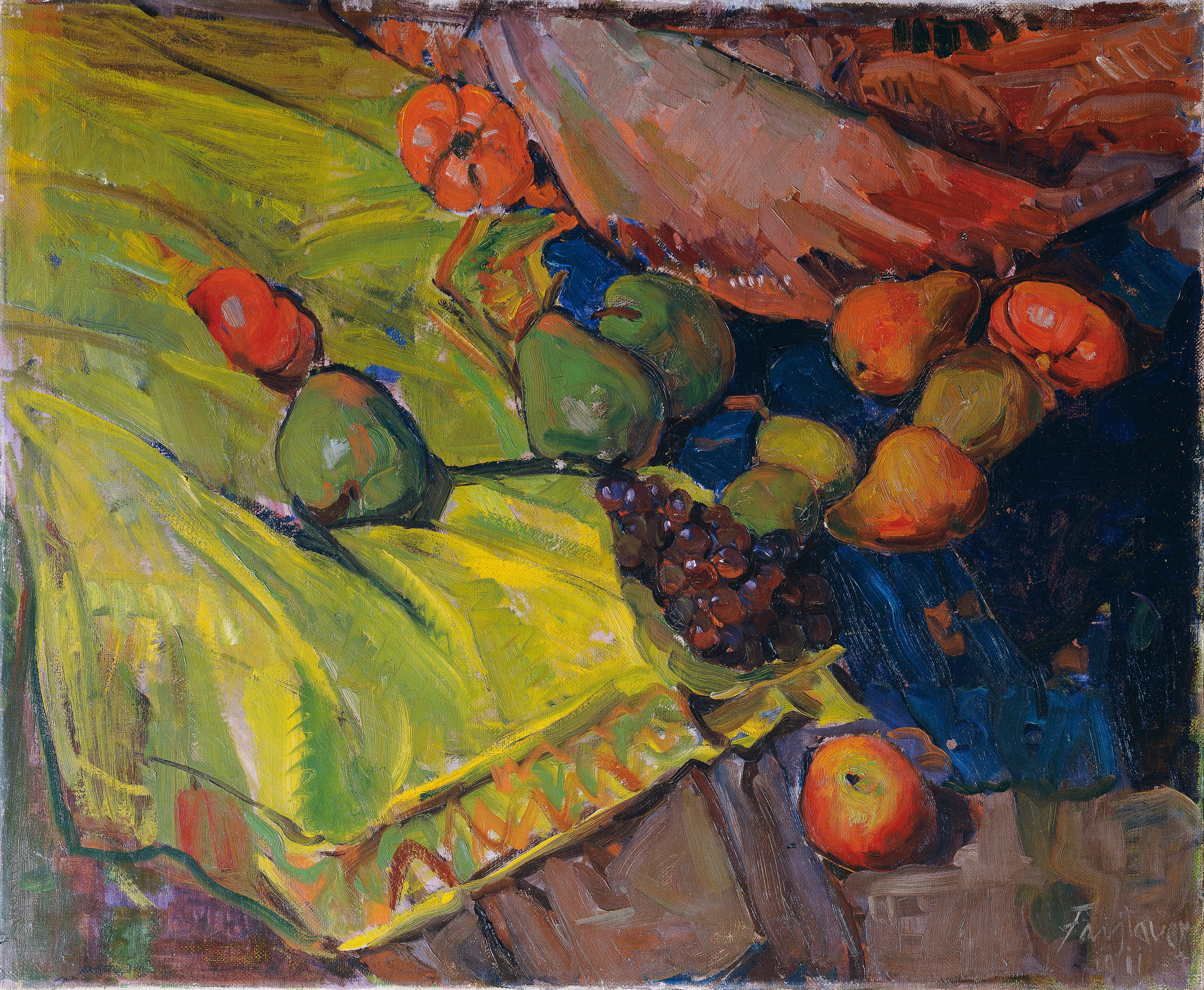
Stillleben mit Früchten auf grünem Tuch, 1911, Österreichische Galerie Belvedere.
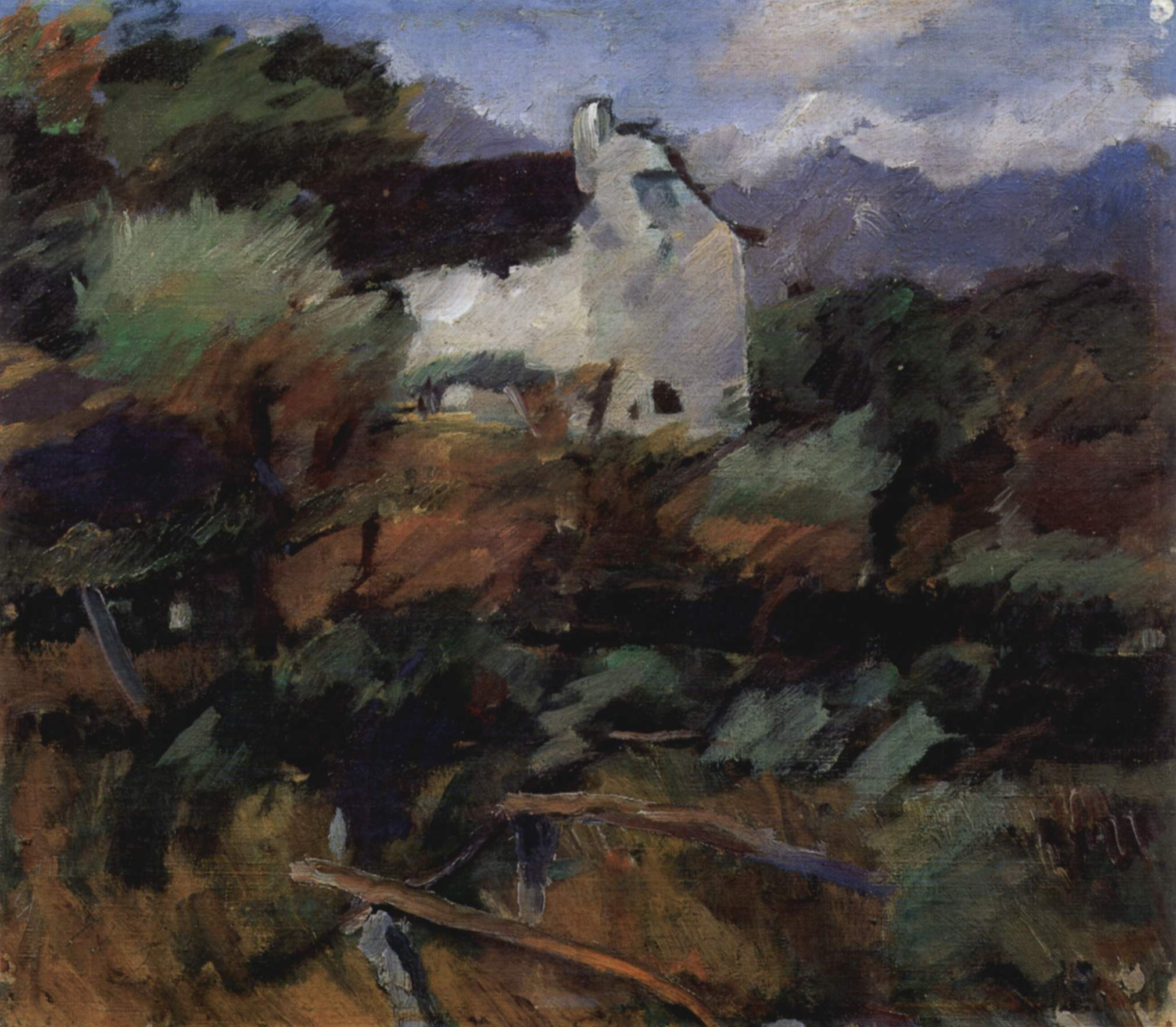
Alte Mühle bei Maishofen, 1911
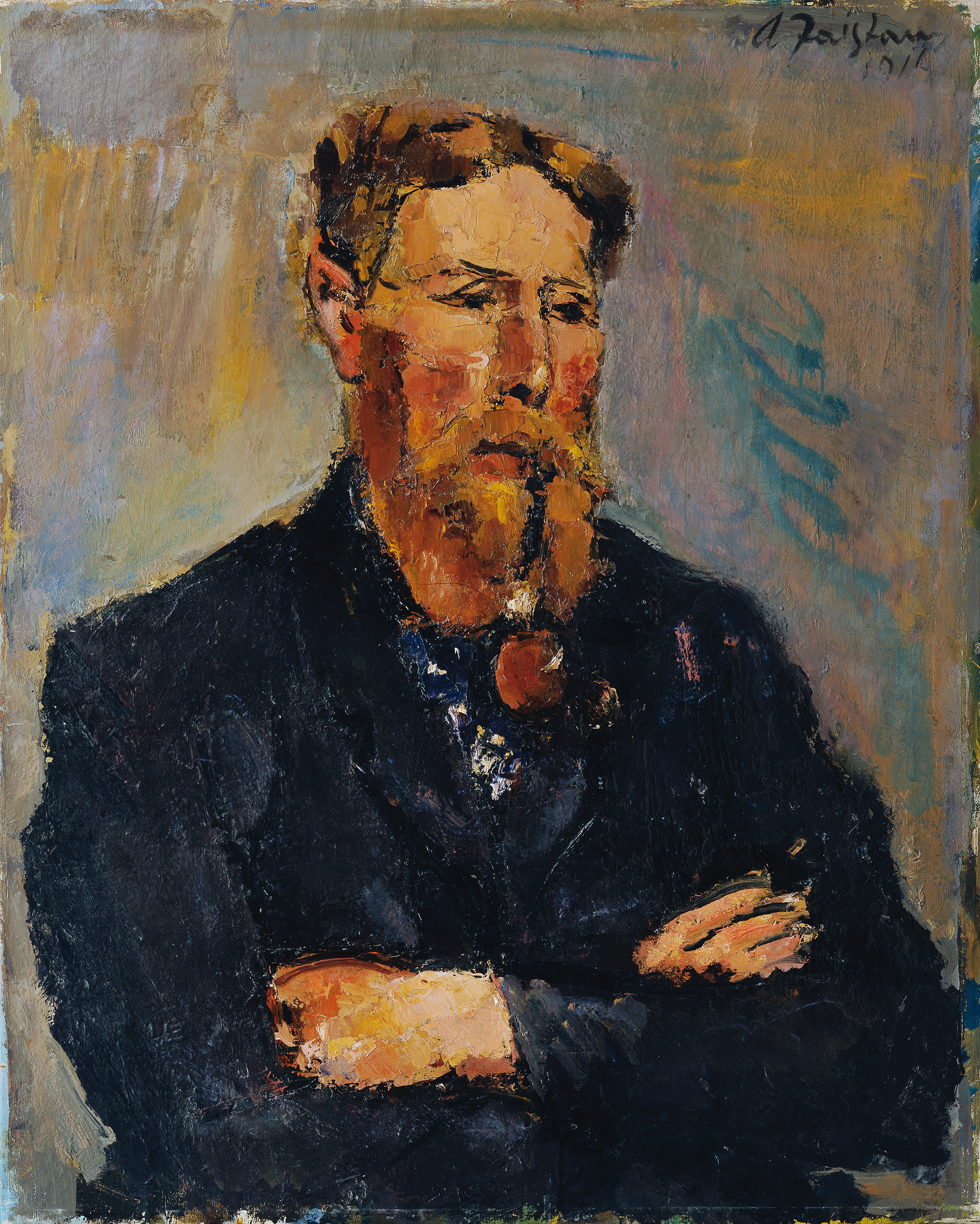
Der Maler Georg Christian Andersen, 1911, Österreichische Galerie Belvedere.
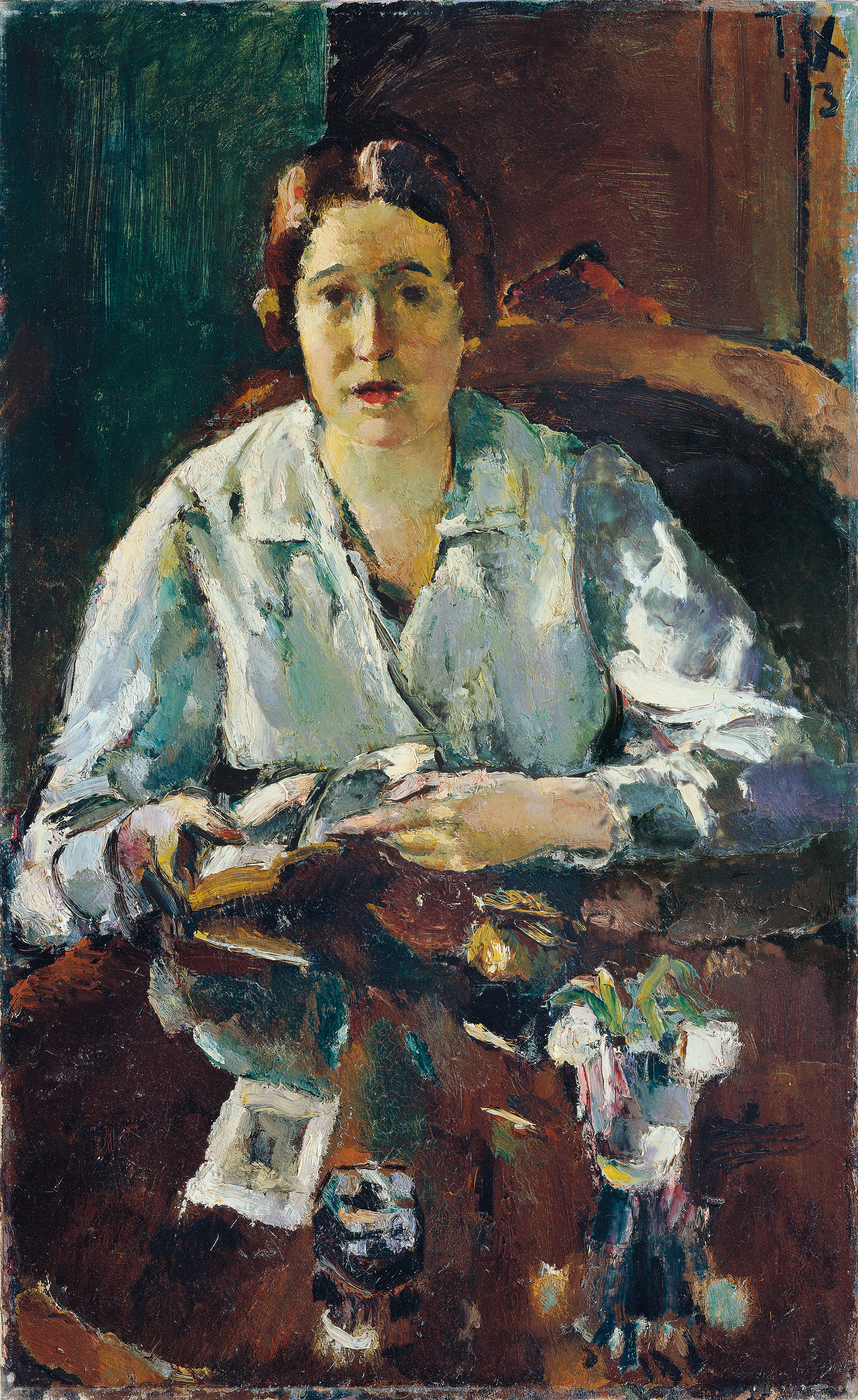
Dame in weißer Bluse (Erste Gattin des Künstlers), 1913, Österreichische Galerie Belvedere.
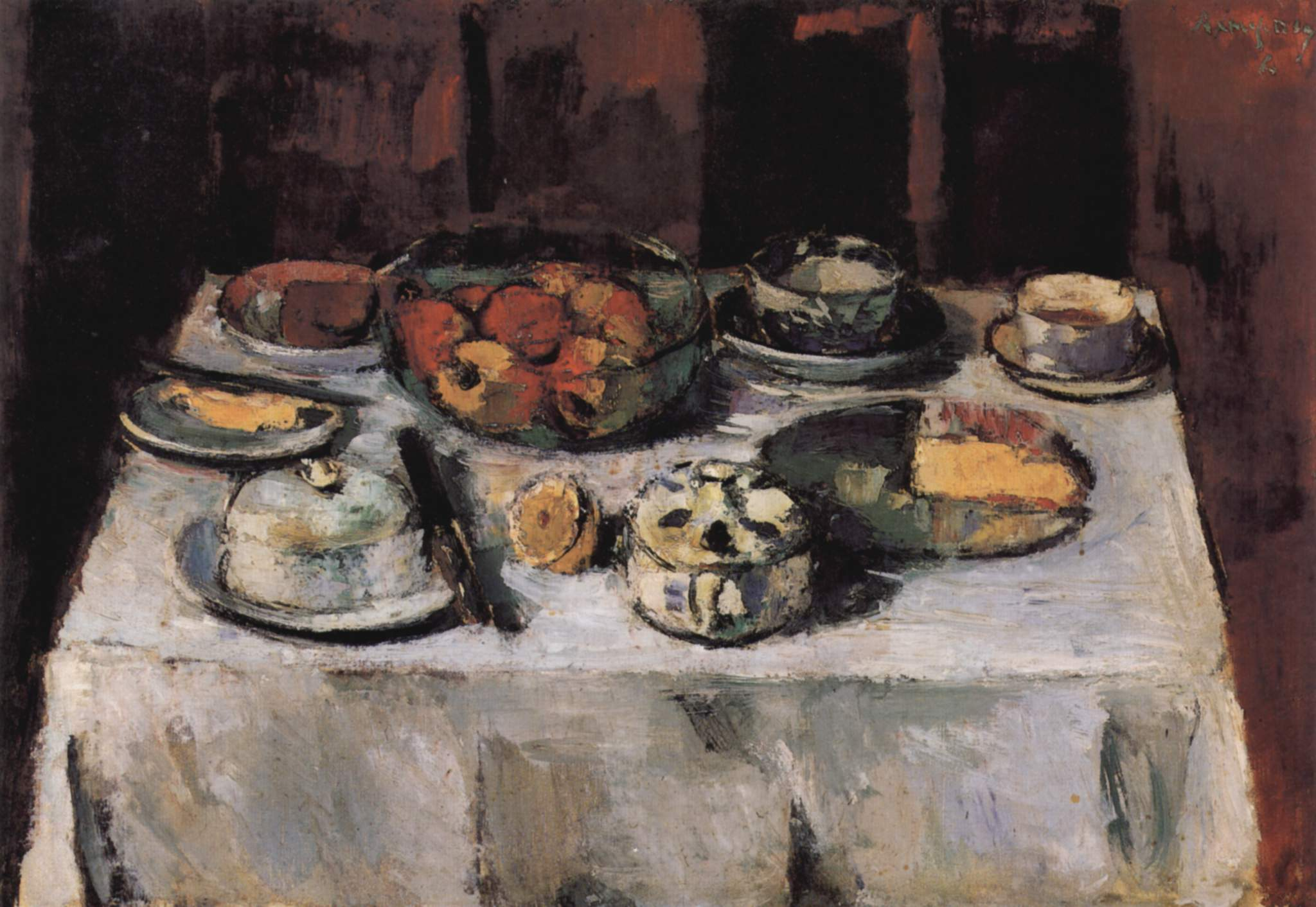
Gedeckter Tisch, 1916
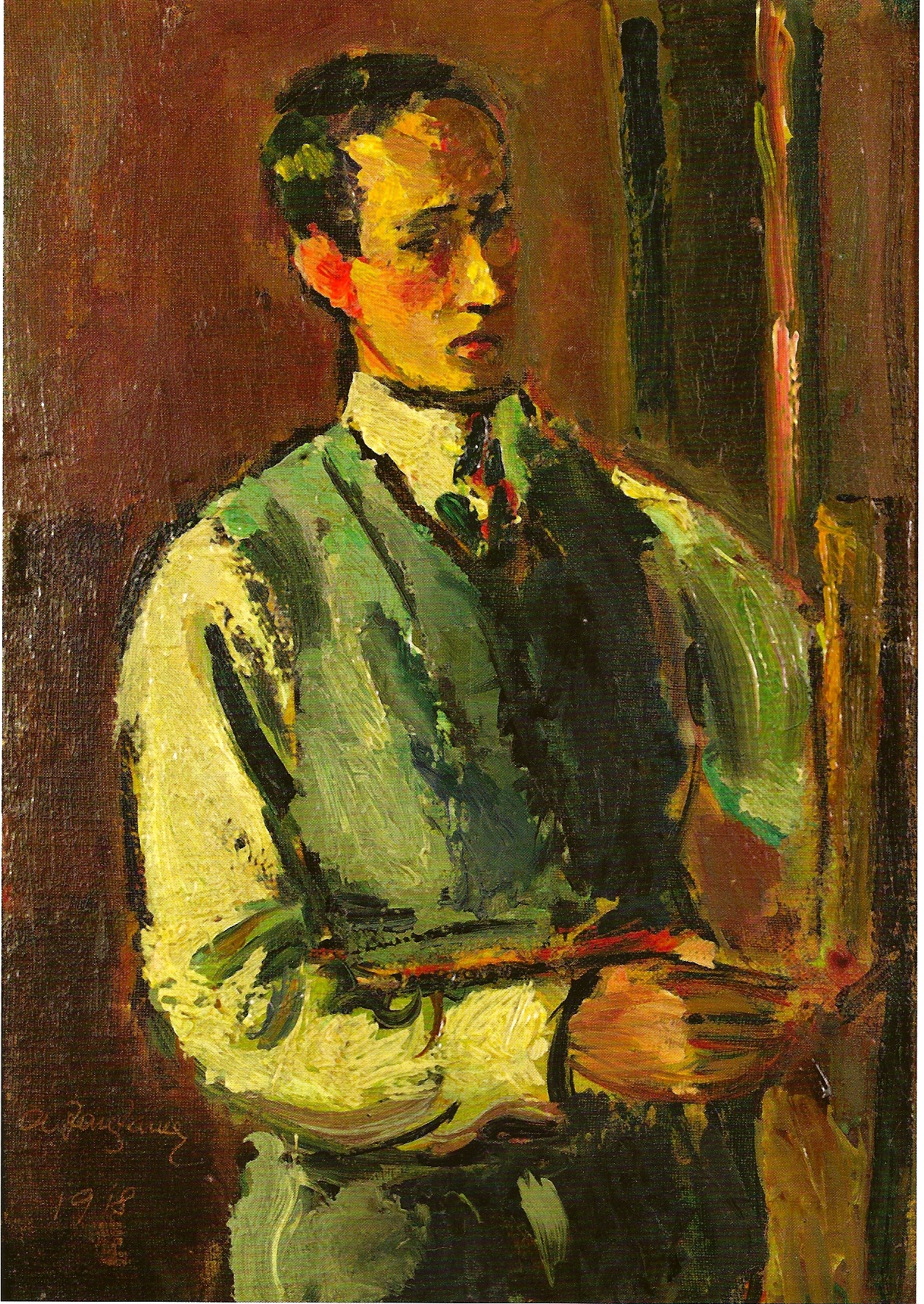
Selbstbildnis, 1918, Wien Museum.
Reiter und Marschkolonne, 1918
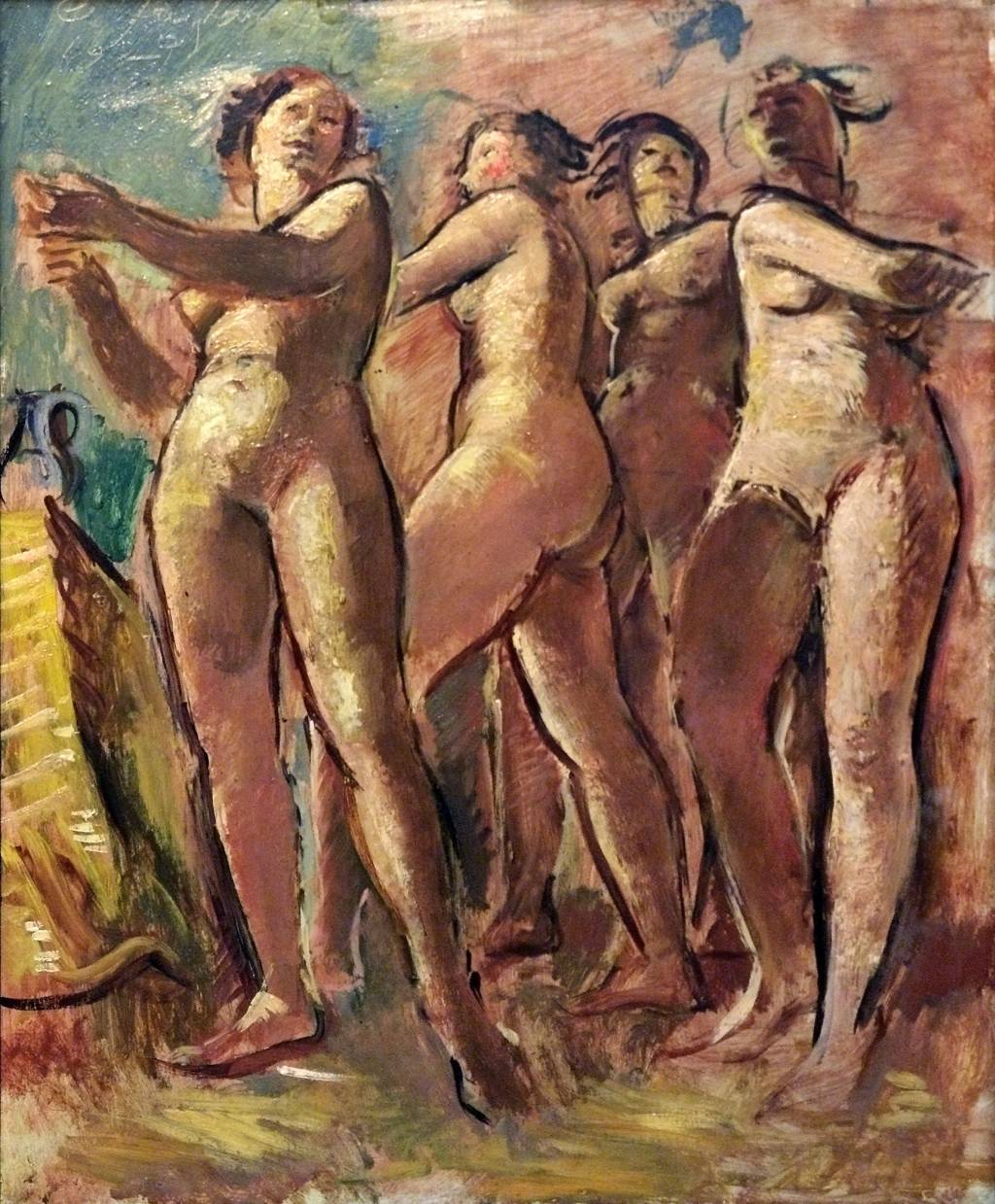
Diana mit drei Frauen (Studie zum Deckenfresko im Palais Huldenberg-Lederer, Weidlingau), o. D., Salzburgmuseum.
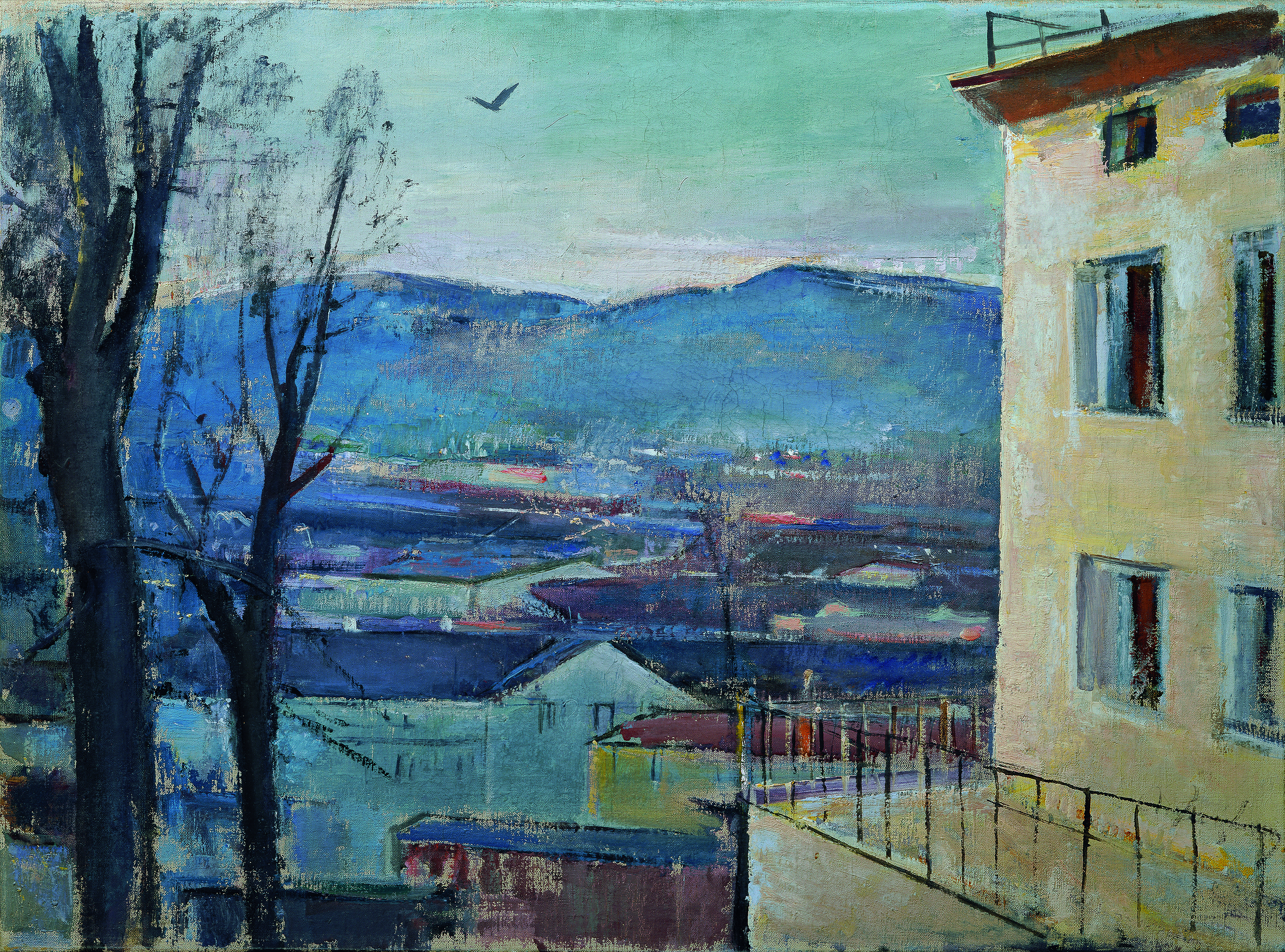
Salzburger Abendlandschaft, 1924, Österreichische Galerie Belvedere.
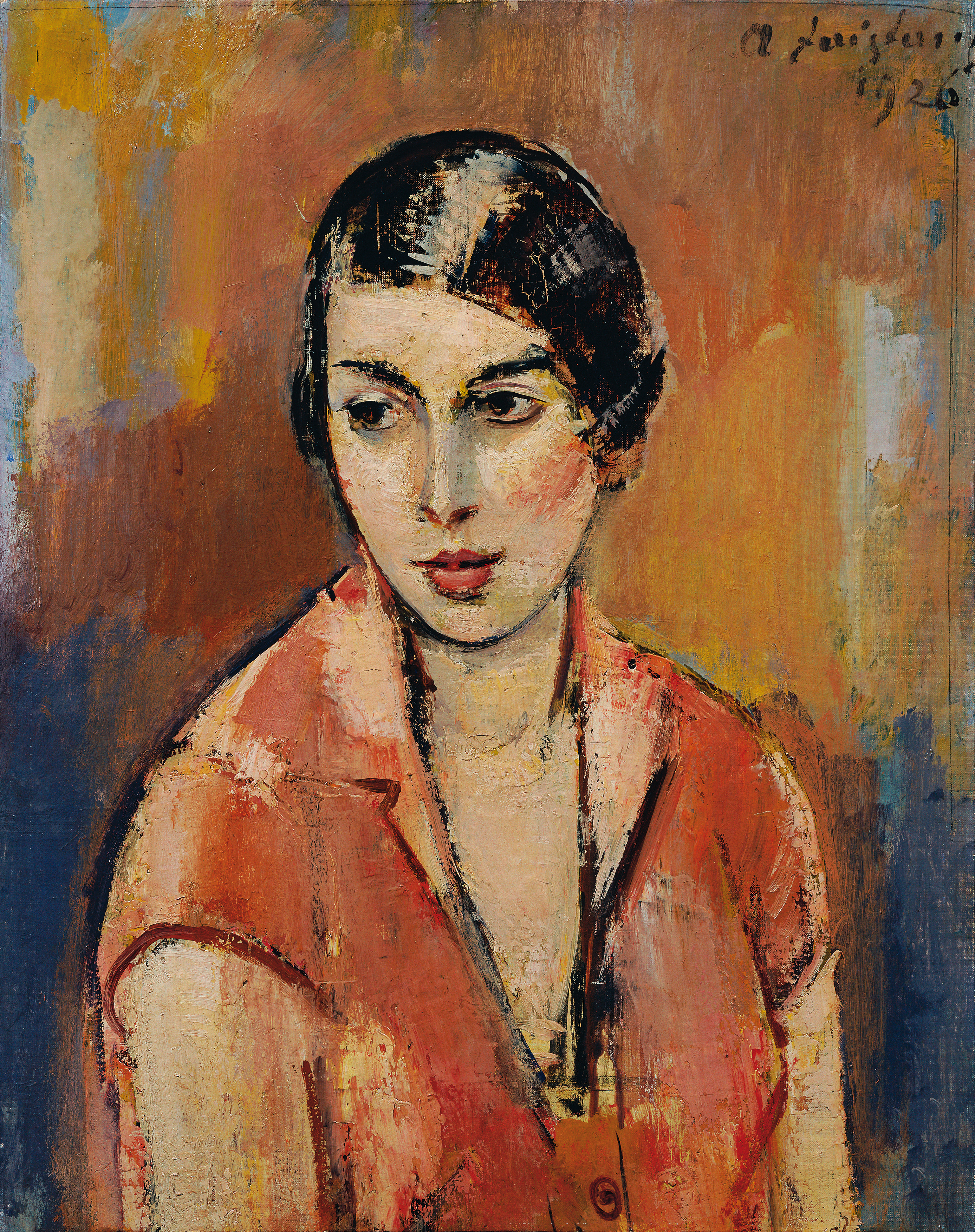
Junge Frau im rosa Kleid, 1926, Österreichische Galerie Belvedere.

### Schriften
- Neue Malerei in Österreich. Betrachtungen eines Malers. Amalthea, Wien 1923.[8]

## Ausstellungen (Auswahl)
- 2005: Salzburg Museum: Anton Faistauer 1887–1930. Retrospektive[9]